# École Émile-Cohl
Die École Émile-Cohl ist eine französische Kunstschule in Lyon für die Bereiche Illustration, Animationsfilm, Videospiele, Multimedia-Computergrafik, Comic und Zeitungszeichnung. Vom Status her ist sie eine private, staatlich anerkannte Hochschule.

## Geschichte
Die Schule wurde 1984 gegründet. Sie ist nach dem Zeichentrickfilmer Émile Cohl benannt.

## Programm
Die Schule organisiert auch kurze Schulungen für die Öffentlichkeit und für Fachleute, insbesondere in Aquarell, Comic, Jugendillustration, Gravur, Cartoon, Reisetagebuch und Matte Painting.
Im letzten Studienjahr erhalten die Studenten einen Rekrutierungstag, an dem 60 Unternehmen teilnehmen (Animationsstudios, Verlage, Videospielentwicklungsstudios, visuelle Kommunikationsagenturen).

## Ehemalige Studenten und Hochschullehrer
- Chloé Cruchaudet (* 1976), französische Comiczeichnerin, Drehbuchautorin und Koloristin[5]
- Claude Barras (* 1973), Schweizer Animationsfilmer[6]
- Juan Pablo Machado (* 1973), französischer Animationsfilmer[7]